# 美洛西林
美洛西林（英语：Mezlocillin）是一种广谱青霉素类抗生素。它对革兰氏阴性菌和一些革兰氏阳性菌都有活性。与大多数其他广谱青霉素不同，它由肝脏排泄，因此可用于胆道感染，如上行性胆管炎。

## 作用机制
与所有其他β-内酰胺类抗生素一样，美洛西林通过与青霉素结合蛋白结合来抑制细菌细胞壁合成的第三阶段和最后阶段。这最终导致细胞裂解。

## 易感生物

### 革兰氏阴性
- 拟杆菌属物种，包括脆弱拟杆菌
- 肠杆菌属物种
- 大肠杆菌
- 流感嗜血杆菌
- 克雷伯氏菌属物种
- 摩氏摩根氏菌
- 淋病奈瑟菌
- 奇异变形杆菌
- 普通变形杆菌
- 雷氏普罗威登斯菌
- 假单胞菌属物种，包括铜绿假单胞菌
- 黏质沙雷菌

### 革兰氏阳性
- 粪肠球菌
- 消化球菌属物种
- 消化链球菌属物种

## 合成

美洛西林的合成：

美洛西林可以通过多种方式制备，包括氨苄青霉素与氯氨基甲酸酯(1)在三乙胺存在下的反应。氯氨基甲酸酯(1)本身由乙二胺通过与光气反应形成环状脲，然后与甲基磺酰氯形成单酰胺，然后另一个氮原子与光气和三甲基甲硅烷基氯反应而制成。
密切相关的类似物阿洛西林的制备方法与美洛西林基本相同。但省略了甲基化步骤。